# Манастир Свете Петке у Загребу
Манастир Света Петка је манастир митрополије загребачко-љубљанске Српске православне цркве у Загребу. Он се налази у ктиторском конаку Ђуре Авировића. Основао га је митрополит Доситеј 1936. године.

## Историја
У вријеме Независне Државе Хрватске протеране су српске калуђерице, а остало је неколико руских, које су чувале и одржавале зграду колико су могле. Маја 1945. године у манастир су упали партизани, демолирали га и опљачкали. Касније је у процесу комунистичке национализације приватне својине манастиру одузета сва имовина. Тада су све монахиње поново протеране и то употребом силе.
Послије ових догађаја манастир је претворен у просторије за обуку милиције и стрелиште. Године 1955. он је враћен Српској православној цркви. Године 1968. почела је обнова уз помоћ Рускиња из Загреба. Године 1971. сређена је порта. Од краја 2014. настојатељ манастира је Високопреподобни протосинђел Венијамин (Ковачић) који је дошао из Манастира Клисина код Приједора.

## Литературе
- Чубрило, Радослав И.; Ивковић, Биљана Р.; Ђаковић, Душан; Адамовић, Јован; Родић, Милан Ђ. (2011). Српска Крајина. Београд: Матић. ISBN 978-8679780284 Проверите вредност параметра |isbn=: checksum (помоћ).